# Théâtre de la Ville

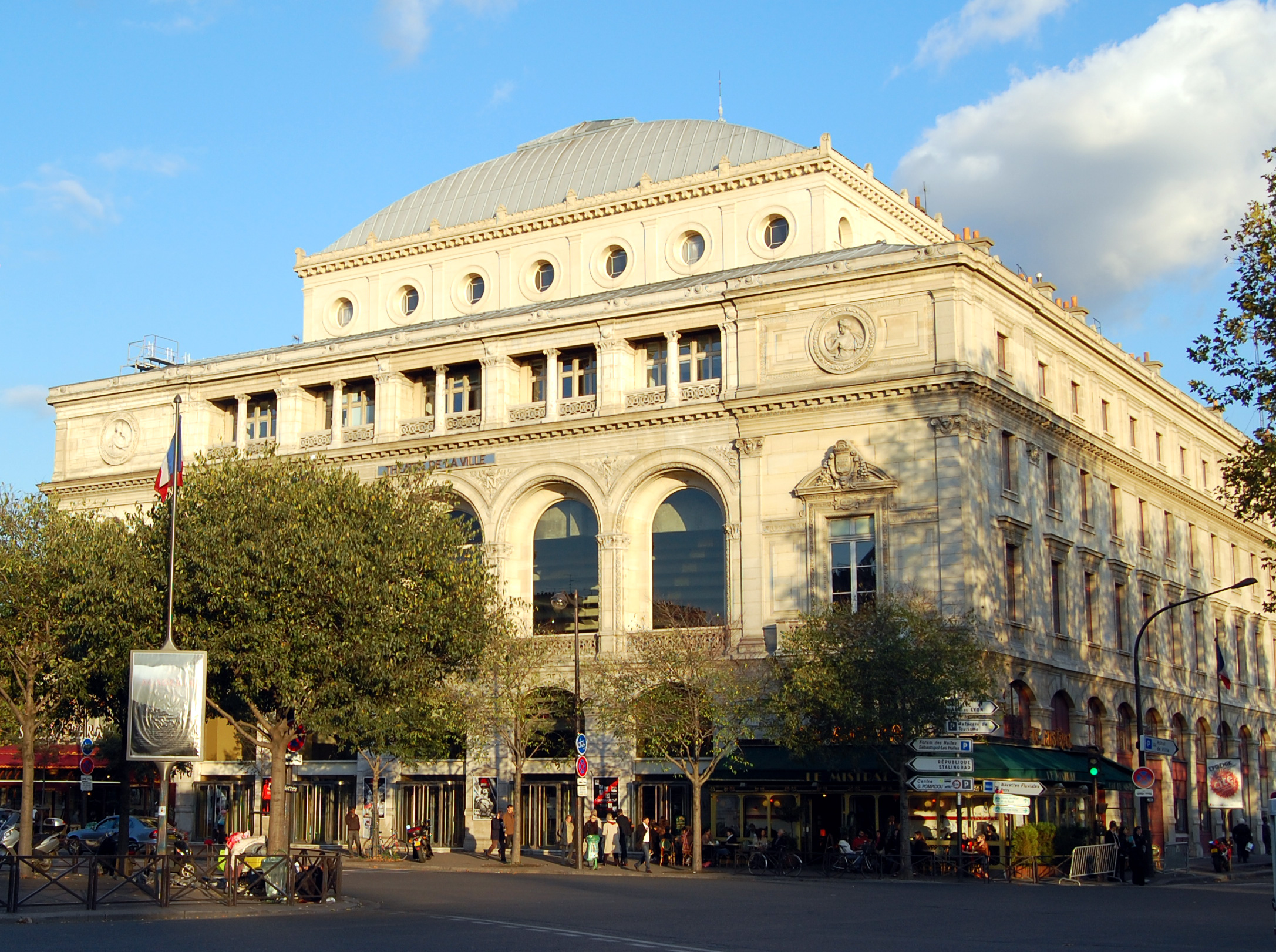
Théâtre de la Ville.

El Théâtre de la Ville – Sarah Bernhardt es un teatro parisino sito en el número 2 de la Plaza del Châtelet en el IV Distrito de París. El Théâtre de la Ville ha llegado a ser  desde los años 1980, uno de los escenarios de más prestigio para la danza contemporánea y sus jóvenes artistas. Desde 1996 tiene una segunda sala, en el norte de París, el Théâtre des Abbesses.